# Utuhengal
Utuhengal (sum. dutu-he2-gal2; tłum. „bóg Utu jest obfitością/dostatkiem”) – sumeryjski władca miasta-państwa Uruk, panujący w latach 2116 - 2110 p.n.e.; według „Sumeryjskiej listy królów” jedyny przedstawiciel V dynastii z Uruk.

## Panowanie
Stanął na czele powstania przeciwko panowaniu Gutejów w Sumerze. Pokonał ich ostatniego króla Tirigana, który został pojmany: 
„Związali mu ręce pętami, przywiedli przed oblicze króla, rzucili do nóg i postawił Utuhengal nogę na jego karku (..) Tak przywrócił królestwo i niezawisłość Sumeru”. 
Plemię Gutejów po prawie stuletnim zamęcie zostało ostatecznie usunięte z kraju. Dzięki temu Utuhengal mógł rozpocząć budowę swojego państwa. Przyjął tytuł „króla czterech krain” (tym samym nawiązywał do najlepszych tradycji Naram-Sina) i zaczął tworzyć scentralizowane rządy. Zmusił do uznania swojej władzy wielu lokalnych władców, początkowo nawet Ur-Nammu, jednak w siódmym roku panowania ensi Ur podniósł przeciwko niemu bunt. To dzięki jego zwycięstwu nad barbarzyńcami z gór stał się możliwy późniejszy sumeryjski renesans.